# Eva Dawes
Eva Dawes-Spinks, kanadska atletinja, * 17. september 1912, Toronto, Kanada, † 30. maj 2009, Thames Ditton, Anglija.
Nastopila je na poletnih olimpijskih igrah leta 1932, kjer je osvojila bronasto medaljo v skoku v višino. Na igrah britanskega imperija je leta 1934 osvojila srebrno medaljo.